# 戸田正憲
戸田 正憲（とだ まさのり、1948年 - ）は、日本の動物学者。専門は群集生態学、分類学、系統学。北海道大学名誉教授、理学博士。

## 経歴
1971年北海道大学理学部生物学科卒業、1973年同大学大学院理学研究科動物学専攻修士課程修了、1976年同博士課程単位取得退学。1982年理学博士（北海道大学）。1976年日本学術振興会奨励研究員。1978年北海道大学低温科学研究所助手、1991年同助教授。1991年同研究所昆虫研究部門教授。2012年定年退職し、引き続き北海道大学総合博物館資料部研究員。2013年北海道大学名誉教授。
学外では、日本昆虫学会編集委員長、日本学術会議のDIVERSITAS小委員会委員などを歴任した。

## 研究
昆虫の群集生態学、ショウジョウバエ科の分類学・系統学・生物地理学の研究で知られ、以下のようなプロジェクトで成果をあげている。
- ニセヒメショウジョウバエ属を中心としたショウジョウバエ科の系統解析
- 地球環境撹乱下における生物多様性の保全及び生命情報の維持管理に関する総合的基礎研究
- 冷温帯林の送粉系ネットワーク機能の解明
- 生物多様性情報学基盤の先導的構築
- ミズナラを取り巻く生物群集をモデル系とした生物多様性インヴェントリーと生態的分類[4]
- タロイモショウジョウバエ属とサトイモ科植物との送粉共生系進化に関する包括的研究
- ゲノムから１遺伝子まで網羅的ＤＮＡ配列情報を使った分子系統解析法の確立[6]

最近では、生物多様性プロジェクト：DIWPA-IBOYにおいて森林生態系の無脊椎動物の多様性観測を主導し、観測方法の標準化、各種トレーニングコースの企画と実施、データ管理環境（ショウジョウバエ分類学データベース、など）の整備に貢献した。

## 著書

### 共著（分担執筆）
- 『日本動物大百科 第9巻』, 日高敏隆 監修, 平凡社, 1997年8月
- "Biodiversity Research Methods, IBOY in Western Pacific and Asia", Eds.: Nakashizuka, T. and Stork, N., Kyoto University Press, Trans Pacific Press 2002年5月
- 『生態学事典』, 巌佐 庸・松本 忠夫・菊沢 喜八郎・日本生態学会 編, 共立出版, 2003年06月
- 『動物の多様性 (シリーズ 21世紀の動物科学)』, 片倉晴雄, 馬渡峻輔 共編 培風館 2007年7月1日
- 『日本昆虫目録第 8 巻 双翅目』, 中村剛之・三枝豊平・諏訪正明（共編）， 櫂歌書房, 2014年9月1日

## 論文
- 国立情報学研究所収録論文 国立情報学研究所
- Google scholar